# Meg Jayanth
Meg Jayanth (...) è un'autrice di videogiochi britannica.

## Carriera
Meg Jayanth è la scrittrice del videogioco 80 Days prodotto da Inkle. Ha lavorato alla BBC  prima di diventare una scrittrice indipendente e ha anche scritto per il quotidiano The Guardian su donne e videogiochi. Ha completato la scrittura del videogioco Sunless Sea di Failbetter Games e ha scritto di fantastico per riviste online e antologie.
80 Days è stato nel 2014 uno dei videogiochi dell'anno - Games of the Year di Time Magazine e ha vinto numerosi altri riconoscimenti. Meg ha vinto il premio UK Writers Guild per la scrittura di videogiochi (Best Writing in a Video Game).
Tra il 2017 e il 2021 Meg Jayanth ha lavorato insieme al team Shedworks per lo sviluppo del videogioco Sable.